# Metroid Prime Pinball
A Metroid Prime Pinball egy flipper videójáték Metroid sorozat témájában. A játék használja a Metroid Prime grafikai stílusát és történetének több elemét. A Fuse Games fejlesztette és a Nintendo adta ki Nintendo DS-re, először 2005-ben Észak-Amerikában és Ausztráliában, majd 2006-ban Japánban, és végül 2007-ben Európában. A Metroid Prime Pinball használja a flipper alapvető mechanikáit, a tipikus flipper tárgyak mellett. Új mechanikák közzé tartoznak a falugrások és a fegyverekkel való tüzelés. A Nintendo DS érintőképernyőjének ujjal való megbökésével, meg lehet változtatni a flipper röppályáját mozgás közben.
Az ötlet a flipperes Metroid játékhoz Tanabe Kenszukétől jött, miután megtudta, hogy a Fuse Games korábban dolgozott a Mario Pinball Landen, egy másik flipperes videójátékon. Felidézve azt, hogy a sorozat főszereplője, Samus át tud alakulni labdává, Tanabe meggyőződött, hogy a Metroid univerzumot át lehet adaptálni egy flipperjátékká. A játékhoz hozzáadták a Rumble Pak kiegészítőt, ami az első kiegészítő Nintendo DS-hez.
A Metroid Prime Pinball általánosan pozitív kritikákat kapott. A kritikusok dicsérték, hogy a játék átülteti a Metroid sorozatot egy flipper videójátékba, de kritizálták a változatosság hiányáért. A Metroid Prime Pinball 6228 példányban kelt el kiadásának hónapjában (2005 októbere) az Egyesült Államokban, és több mint 15 ezer példányban kelt el Japánban 2008 májusáig.

## Fordítás
- Ez a szócikk részben vagy egészben  a   Metroid Prime Pinball című angol Wikipédia-szócikk fordításán alapul.  Az eredeti cikk szerkesztőit annak laptörténete sorolja fel. Ez a jelzés csupán a megfogalmazás eredetét és a szerzői jogokat jelzi, nem szolgál a cikkben szereplő információk forrásmegjelöléseként.

## Külső hivatkozások
- A hivatalos weboldal az Internet Archive-on
- Hivatalos weboldal (japánul)
- Metroid Prime Pinball az IMDb-n